# لین اولمان
لین اولمان (نروژی: Linn Ullmann؛ زادهٔ ۹ اوت ۱۹۶۶) نویسنده و روزنامه‌نگار اهل نروژ است. او دختر لیو اولمان و اینگمار برگمان است.